# Parafia św. Floriana w Uszwi
Parafia pw. Świętego Floriana w Uszwi – parafia rzymskokatolicka znajdująca się w diecezji tarnowskiej w dekanacie Brzesko. Erygowana w XIII wieku. Mieści się pod numerem 130. Prowadzą ją księża diecezjalni.
Parafia pw. Św. Floriana Męczennika obejmuje dwie wsie: Uszew (ok. 1490 wiernych) oraz Zawadę Uszewską (ok. 500 wiernych).